# 第36回カンヌ国際映画祭
第36回カンヌ国際映画祭（だい36かいカンヌこくさいえいがさい）は1983年5月7日から18日にかけて開催された。

## 受賞結果
- パルム・ドール：『楢山節考』（今村昌平）
- 審査員特別グランプリ：『人生狂騒曲』（テリー・ジョーンズ）
- 審査員賞：『Kharij』（ムリナル・セン）
- 男優賞：ジャン・マリア・ヴォロンテ （『マリオ・リッチの死』）
- 女優賞：ハンナ・シグラ （『ピエラ 愛の遍歴』）
- 創造映画大賞：『ノスタルジア』（アンドレイ・タルコフスキー）、『ラルジャン』（ロベール・ブレッソン）
- 芸術貢献賞：『カルメン』（カルロス・サウラ）
- カメラ・ドール：パル・エルドス（『The Princess』）

## 審査員

### コンペティション部門
- 審査委員長 
  - ウィリアム・スタイロン （アメリカ/作家）
- 審査員
  - カレル・ライス (イギリス/監督)
  - セルゲイ・ボンダルチュク (ソ連/監督)
  - スレイマン・シセ (マリ/監督)
  - ユーセフ・シャヒーン (エジプト/監督)
  - アンリ・アルカン (フランス/撮影監督)
  - マリアンジェラ・メラート (イタリア/女優)
  - ジルベール・ド・ゴールドシュミット (フランス/プロデューサー)
  - リア・ヴァン・リー (イスラエル/エルサルム国際映画祭ディレクター)
  - イヴォンヌ・ベイビー (フランス/ジャーナリスト)

## 上映作品

### コンペティション部門
| 題名 原題                                           | 監督                         | 製作国                                        |
| --------------------------------------------------- | ---------------------------- | --------------------------------------------- |
| カルメン Carmen                                     | カルロス・サウラ             | スペイン                                      |
| クロスクリーク Cross Creek                          | マーティン・リット           | アメリカ合衆国                                |
| 壁 Duvar                                            | ユルマズ・ギュネイ           | トルコ フランス                               |
| エル・スール El sur                                 | ビクトル・エリセ             | スペイン フランス                             |
| エレンディラ Eréndira                               | ルイ・グエッラ               | メキシコ フランス 西ドイツ                    |
| 熱砂の日 Heat and Dust                              | ジェームズ・アイヴォリー     | イギリス                                      |
| Kharij (The Case Is Closed)                         | ムリナール・セーン           | インド                                        |
| ラルジャン L'argent                                 | ロベール・ブレッソン         | フランス スイス                               |
| 傷ついた男 L'homme blessé                           | パトリス・シェロー           | フランス                                      |
| 殺意の夏 L'été meurtrier                            | ジャン・ベッケル             | フランス                                      |
| 溝の中の月 La lune dans le caniveau                 | ジャン＝ジャック・ベネックス | フランス                                      |
| マリオ・リッチの死 La Mort de Mario Ricci           | クロード・ゴレッタ           | スイス フランス 西ドイツ                      |
| 戦場のメリークリスマス Merry Christmas Mr. Lawrence | 大島渚                       | 日本 イギリス オーストラリア ニュージーランド |
| 楢山節考                                            | 今村昌平                     | 日本                                          |
| ノスタルジア Nostalghia                             | アンドレイ・タルコフスキー   | イタリア ソビエト連邦                         |
| ピエラ 愛の遍歴 Storia di Piera                     | マルコ・フェレーリ           | イタリア フランス 西ドイツ                    |
| テンダー・マーシー Tender Mercies                   | ブルース・ベレスフォード     | アメリカ合衆国                                |
| キング・オブ・コメディ The King of Comedy           | マーティン・スコセッシ       | アメリカ合衆国                                |
| 人生狂騒曲 The Meaning of Life                      | テリー・ジョーンズ           | イギリス                                      |
| 危険な年 The Year of Living Dangerously             | ピーター・ウィアー           | オーストラリア                                |
| Visszaesök (Forbidden Relations)                    | ツォルト・ケッティ＝コバッチ | ハンガリー                                    |
| ふたりの駅 Вокзал для двоих                         | エリダル・リャザーノフ       | ソビエト連邦                                  |

### ある視点部門
- 子供たちの城 – ビレ・アウグスト (デンマーク)
- 3人でスプリッツァ – スルジャン・カラノヴィッチ (ユーゴスラヴィア)
- ハスラー・ザ・ファイナル – マウリツィオ・ポンツィ (イタリア)
- Bella Donna – ペーター・ケグレヴィック (ドイツ)
- Caballo salvaje – ホアキン・コルテス (ベネズエラ)
- Can She Bake a Cherry Pie? – ヘンリー・ジャグロム (アメリカ)
- Caméra d'Afrique – フェリッド・ブーゲディール (チュニジア・フランス)
- Faits Divers – レイモン・ドゥパルドン (フランス)
- Humanonon – ミシェル・フランシス (フランス)
- La Bête lumineuse – ピエール・パルローエ (フランス)
- La Matiouette – アンドレ・テシネ (フランス)
- Le Certificat d'Indigence – Moussa Yoro Bathily (セネガル)
- 牧馬人 – シェ・チン (中国)
- Les Années 80 – シャンタル・アケルマン (ベルギー・フランス)
- The Haircut – テイマー・サイモン・ホフス (アメリカ)
- Ulysse – アニエス・ヴァルダ (フランス)

### 特別招待作品
- アンジェロ・マイ・ラヴ – ロバート・デュヴァル (アメリカ)
- ウォー・ゲーム – ジョン・バダム (アメリカ)
- UTU/復讐 – ジェフ・マーフィー (ニュージーランド)
- ストリーマーズ 若き兵士たちの物語 – ロバート・アルトマン (アメリカ)
- 赤道 – セルジュ・ゲンスブール (フランス)
- ハンガー – トニー・スコット (イギリス)
- 二つの顔の貴婦人 – マイケル・ウィナー (イギリス)
- 望郷 – アン・ホイ (香港)
- もどり川 – 神代辰巳 (日本）
- L'Homme Au Chapeau De Soie – モード・ランデー (フランス)
- Cammina, cammina – エルマンノ・オルミ (イタリア)
- Holtpont – フレンツ・ロシェフ (ハンガリー)